# Lactobacillus reuteri
Lactobacillus reuteri (L. reuteri) è una specie di batterio appartenente alla famiglia delle Lactobacillaceae che colonizza naturalmente il tratto gastro-intestinale di uomini e animali. Numerosi studi clinici hanno dimostrato come una adeguata somministrazione di L. reuteri possa apportare benefici alla salute dell'uomo. Per tale motivo, il L. reuteri è attualmente considerato un organismo probiotico. Alcuni ceppi di L. reuteri (principalmente ATCC55730 e DSM17938) vengono al momento utilizzati come agenti terapeutici (fermenti lattici in gergo) contro diversi disturbi intestinali, tra cui le coliche del lattante.

## Storia

### La scoperta
ll L. reuteri per parecchio tempo è stato, erroneamente, classificato come una sottospecie del L. fermentum.. Solo negli anni ‘60, il microbiologo tedesco Gerhard Reuter riuscì a individuarne i caratteri distintivi. Nel 1980, infine, è stato riconosciuto come una specie separata all'interno del genere Lactobacillus.. Il nome di L. reuteri è stato attribuito proprio in onore di G. Reuter che per primo lo aveva identificato.

### La presenza nell'uomo
Il L. reuteri, appartenente al genere Lactobacillus, è un batterio gram-positivo, che per le sue peculiari proprietà metaboliche rientra nel gruppo dei batteri lattici (detti anche 'fermenti lattici') che colonizzano sia uomini che animali.
Nell'uomo è stato isolato nel tratto gastro-intestinale e in campioni di materiale fecale e vaginale. È presente inoltre, nel latte materno, insieme ad altri batteri lattici dei generi Lactobacillus e Bifidobacterium. In base allo studio di Sinkiewicz, che ha considerato più di 200 donne di sette diversi Paesi del mondo, il L. reuteri è stato isolato nel latte materno sia nelle aree urbane che in quelle rurali, con percentuali di colonizzazione anche del 50%.

### La presenza in natura
All'inizio del 1980, poco dopo il suo riconoscimento come specie distinta, il L. reuteri è stato ritrovato in molti ambienti naturali ed è stato isolato in diversi alimenti, soprattutto carne e prodotti lattiero-caseari.

## Benefici
L'interesse per il L. reuteri è iniziato ad aumentare quando da diversi studi è emerso che questo batterio, somministrato isolatamente o attraverso alimenti o integratori, può colonizzare l'intestino e svolgere un'azione positiva per la salute dell'organismo. Attualmente è considerato un probiotico

### L'azione anti-microbica
Alla fine degli anni ‘80 Talarico, Dobrogosz e Casas hanno scoperto che il L. reuteri è in grado di produrre una sostanza antibiotica ad ampio spettro.
Questa sostanza, chiamata “reuterina”, è in grado di inibire la crescita nel tratto gastro-intestinale di batteri patogeni (gram-negativi e gram-positivi), con effetti importanti per la protezione dell'organismo.

### I lavori clinici
Numerose ricerche hanno evidenziato come il L. reuteri possa svolgere un ruolo determinante nel mantenimento dell'omeostasi microbica intestinale. Nonostante il L. reuteri sia presente naturalmente nel corpo umano, spesso non si ritrova in concentrazione idonee. Può quindi essere utile introdurlo tramite integratori o alimenti arricchiti.
Sono stati condotti numerosi lavori per dimostrare se la somministrazione di L. reuteri può indurre benefici per la salute dell'organismo. I risultati ottenuti hanno evidenziato che alcuni ceppi di questa specie batterica (principalmente ATCC55730 e DSM17938) sono in grado di sopravvivere al transito gastro-intestinale, di colonizzare l'intestino, e di attuare una modulazione di alcune funzioni del sistema digestivo con effetti benefici non solo locali, ma anche generali, nell'organismo.
Uno studio svolto negli Stati Uniti, all’Università di Pittsburgh, e pubblicato sulla prestigiosa rivista Cell, ha chiarito un possibile legame tra microbiota intestinale e risposta all’immunoterapia. In particolare è stato scoperto, in esperimenti di laboratorio, che il batterio Lactobacillus reuteri si sposta dall’intestino al tumore, dove stimola il sistema immunitario tramite il rilascio di un composto noto come indolo-3-aldeide (I3A). La somministrazione sperimentale del batterio in animali di laboratorio con melanoma ha portato a una riduzione delle dimensioni del tumore e a una maggiore sopravvivenza. I ricercatori hanno anche dimostrato che una delle molecole chiave di questa azione antitumorale è proprio l’I3A. I ricercatori hanno spiegato che “per formare I3A, il batterio ha bisogno di triptofano, un aminoacido presente in alimenti come noci, soia, semi e avena”.

## Principali applicazioni cliniche

### Coliche del lattante
Le cause delle coliche dei primi mesi di vita non sono ancora del tutto chiare, ma sembra ormai accertato che la microflora intestinale possa avere un ruolo importante. Infatti, è stato evidenziato da Savino che i Lattobacilli sono presenti in concentrazione minore nell'intestino dei lattanti con coliche, rispetto a quelli che non ne soffrono. Potrebbe quindi essere utile far assumere ai neonati dei Lattobacilli per ripristinare una microflora più sana. Tra i lattobacilli, il L. reuteri è risultato particolarmente efficace per il trattamento delle coliche del lattante. È stato dimostrato che la somministrazione del L. reuteri per alcune settimane riduce i sintomi delle coliche ed in particolare gli episodi di pianto. In uno studio del 2007 è stato osservato che il L. reuteri è più efficace nel ridurre la durata del pianto, rispetto al trattamento con Simeticone (uno dei principi attivi più comunemente consigliato in questi casi). Di recente, il gruppo di ricerca guidato da Savino, ha confermato l'effetto positivo del L. reuteri, con una riduzione della durata del pianto pari al 90%, dopo 3 settimane di trattamento.

### Disturbi gastro-intestinali nel bambino
Il L. reuteri è stato studiato anche per i suoi effetti sui disturbi funzionali intestinali di neonati e lattanti .
Uno studio condotto da Indrio et al. ha valutato l'azione del L. reuteri sullo svuotamento gastrico, sugli episodi di rigurgito e sul numero di evacuazioni nei neonati. Al termine del periodo di osservazione, i neonati trattati con il L. reuteri, rispetto al gruppo placebo, presentavano uno svuotamento gastrico più rapido , una riduzione significativa della durata del pianto e degli episodi di rigurgito e un numero di evacuazioni simili a quelli dei neonati allattati con latte materno. In questi neonati veniva dimostrato per la prima volta l'azione di un batterio su una specifica funzione di un organo umano.
Lo stesso gruppo di ricercatori ha poi effettuato un secondo lavoro, ponendo un'attenzione particolare allo svuotamento gastrico e agli episodi di rigurgito funzionale . Si è confermato che il L. reuteri determina una riduzione degli episodi di rigurgito e una accelerazione dello svuotamento gastrico in lattanti fino a 4 mesi di vita.
Uno studio recente realizzato da Coccorullo e colleghi ha permesso di evidenziare che il L. reuteri può avere un ruolo nella gestione della stipsi funzionale del lattante. Infatti, la somministrazione di L. reuteri si associa ad un miglioramento della motilità intestinale e ad un incremento della frequenza delle evacuazioni.
Un'altra applicazione interessante riguarda il dolore addominale funzionale, un disturbo piuttosto frequente nei bambini più grandi. In uno studio del 2010 che ha coinvolto soggetti con età compresa tra 6-16 anni, si è potuta notare una riduzione dell'intensità del dolore, a seguito della somministrazione di L. reuteri.
Il L. reuteri è stato studiato anche per il trattamento della diarrea, specialmente nei bambini. Il L. reuteri riduce significativamente il numero di evacuazioni e la durata della diarrea rispetto ad un placebo, in bambini dai 6 ai 36 mesi. È stato dimostrato che il L. reuteri svolge anche un'azione preventiva nei confronti della diarrea e delle più comuni infezioni intestinali in età pediatrica.

### Infezione da Helicobacter pylori
Da un lavoro del 2007 è emerso che la somministrazione di L. reuteri, aumenta sensibilmente il tasso di guarigione dei pazienti con infezione da Helicobacter pylori.
Questi risultati positivi hanno trovato ulteriore conferma in un lavoro italiano del 2008 che ha dimostrato l'efficacia del L. reuteri nel ridurre la sintomatologia determinata dall'infezione da H. pylori.

## Sicurezza
Il L. reuteri è stato testato in bambini e in adulti senza che sia stato mai evidenziato alcun effetto avverso. Sia l'EFSA (European Food Safety Authority), che la FDA (Food and Drug Administration) hanno riconosciuto il profilo di sicurezza di questo fermento lattico, autorizzandone l'uso anche per il bambino.